# 任震英
任震英（1913年—？），曾用名张天相、李天佑，字漫星，男，黑龙江阿城人，中国城市规划专家，曾任中国建筑学会理事，第六届全国人大代表。